# A Loss for Words

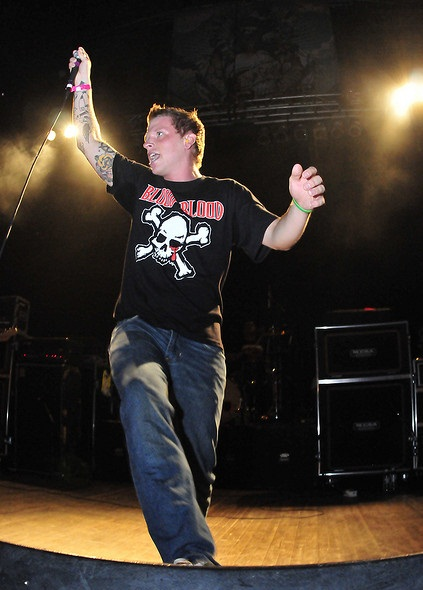
Matty Arsenault, cantante de A Loss for Words, en 2009

A Loss for Words (anteriormente Last Ride) era una banda de pop punk de Abington, Massachusetts.

## Historia

### Primeros años (1999–2004)
Matty Arsenault y Danny Poulin de la banda Lions Lions decidieron comenzar otro proyecto en 1999. Más adelante se unieron Kreg Dudley, Chris Murphy y Evan Cordeiro. La elección del nombre de la banda se hizo realmente complicada, hasta que se decidieron por A Loss for Words. Mike Adams se convirtió en el bajista después de que el bajista original del grupo se negara a tocar delante de en público. Marc Dangora, de Mommy a Fly Flew Up My Pee Hole, se unió en 2004.

### Primeros lanzamientos (2004–2007)
En abril de 2004, a la cuenta de PureVolume de la banda se subieron algunas canciones como "Bullets Leave Holes", "Death or Glory", "Rose Colored Lens", "Shoot for Seven", "Faze 3", y "Warren's Eyes”. En marzo se anunció que la banda estaba grabando un EP que sería lanzado posteriormente por Rock Vegas en el mes de mayo. Se acabó la grabación en abril y se estableció un nuevo mes para la salida a la luz del disco, este sería junio. Se subieron a la web dos canciones sin arreglos en mayo, y poco después de la fecha establecida (1 de julio) salió a la venta en Rock Vegas este EP llamado These Past 5 Years (2005). El EP vendió más de 1,000 copias en menos de dos meses. 
Más tarde, en febrero de 2006, la banda publicó "Half Step Down" en su perfil de MySpace. Anunciaron estar escribiendo nuevos temas que irían viendo la luz a lo largo del año. En 2007 la banda ya se encontraba inmersa en un tour.
Grabaron una versión de la canción de Boyz II Men "Water Runs Dry" el 5 de diciembre de este mismo año.
Jack McHugh y Nevada Smith Se unieron a la banda también durante 2007. 

### Webster Lake(EP) (2007–2008)
Desde finales de 2007 hasta febrero de 2008, el grupo estaba inmers en la grabación de su primer álbum, esto le contó a la banda $16,000, y por esto mismo se vieron obligados a sacar un préstamo.
Algunas de las canciones que formarían parte de un EP acústico llamado Webster Lake (2008) se subieron a su perfil de Myspace, con ello se anunció que la salida a la venta de este mismo EP sería el 21 de junio de este mismo año. El EP Salió mientras la banda trabajaba en el que sería su primer disco, The Kids Can't Lose (2009), para que sus seguidores tuvieran algo nuevo que escuchar.  

### The Kids Can't Lose y Motown Classics  (2008–2010)
La banda se fue de tour en 2008 con Ligeia. La canción "40 Thieves" fue subida al perfil de Myspace del grupo en marzo de 2009, y "Stamp of Approval" el mes siguiente.
Volvieron a tomar las carreteras a mitad de marzo junto a Fireworks, This Time Next Year, y Title Fight.
El 9 de mayo de 2009 finalmente vio la luz The Kids Can't Lose , su primer álbum. Y a este le acompañó el The Kids Can't Lose Tour junto con bandas del calibre de We Are the Union, This Time Next Year, Transit y The Status. En agosto salió el videoclip de "Hold Your Breath", dirigido por Rob Soucy.
El tour les llevó hasta Japón, donde actuaron con bandas como The Vandals y Voodoo Glow Skulls. De septiembre hasta mediados de octubre recorrieron las salas de EE. UU. con The Wonder Years y Energyen el The Ghostbustour. Y para acabar el año, se embarcaron en el This Is New England Tour con Vanna, Therefore I Am.
Ganaron el premio a banda del año de la revista Phoenix Magazine por Boys Like Girls.
En febrero de 2010 ananciaron la salida de una álbum de versiones de canciones de Motown. Por estas fechas empezaron a tovar "My Girl" en sus conciertos.
Comenzaron un tour por Reino Unido en marzo. Más adelante comenzaron un tour acústico junto con las bandas Man Overboard, Balance & Composure.
Motown Classics salió en mayo, y la lista de canciones fue filtrada días antes del lanzamiento. El álbum había sido producido por Chris Curran en los Webster Lake Studios de Boston, Massachusetts.
Otro tour desde mayo hasta julio fue llevado a csbo, esta vez Transit, Kid Liberty, y Such Gold. En septiembre se dio otro tour por Reino Unido con las bandas Not Advised y LYU pero, Our Time Down se vieron obligados a reempazar a Not Advised. Más tarde, otro tour por EE. UU., pero esta vez con The Ghost Inside, First Blood, Evergreen Terrace, Deez Nuts y Hundredth, este se llamó Returners Tour y se llevó a cabo durante los meses de octubre y noviembre. Acabaron el año con un tour por Europa junto a Four Year Strong, Such Gold, y Lions Lions.

### No Sanctuary y Returning to Webster Lake(EP) (2011–2012)
En enero, fue anunciado que la banda llevaría a cabo proyectos con Such Gold que verían la luz el mes siguiente la discográfica No Sleep, aun así, esto no se llevó a cabo. En febrero de 2011, anunciaron firmar con Rise/Velocity. La banda fue de tour con Streetlight Manifesto por los EE. UU. en febrero y marzo. La banda hizo una visita al Reino Unido con This Time Next Year, y teloneando Set Your Goals en mayo. 
La grabación para su debut en Rise/Velocity se hizo en mayo y  junio con productor Andrew Wade.  El álbum iba a sonar similar a su álbum anterior "pero mejorando su sonido, con guitarras muy altas y buenas técnicas vocales".
La banda formó parte del 2011 Summer Partery Tour 2011 con In Fear and Faith, Vanna, Close to Home, Chunk! No, Captain Chunk!, Ten After Two and Adestria por EE. UU. durante julio y agosto. La banda teloneó a Cruel Hand, con The Greenery and Maker, en el Back to School Jam tour en septiembre y octubre.
La ruptura con Such Gold sería anunciada, antes del lanzamiento del álbum. En septiembre, la portada y listado de canciones del álbum, bajo el nombre nuevo No Sanctuary, fueron revelados. Originalmente planeado para un lanzamiento en septiembre, siendo finalmente puesto en venta en octubre. Tres bonus tracks estaban disponibles a quienes compraran el álbum en la prevent.
El álbum llegó al número 14 de las listas de Billboard en los EE. UU. y recibió muchas buenas opiniones. Un par de canciones estaban disponibles en línea antes del lanzamiento del álbum. La ruptura EP con Such Gold era finalmente puesto en venta por en  Mightier Than Sword/No Sleep en noviembre, e incluso tenía formato vinilo. Varios clips de él eran disponibles a corriente antes de su liberación.
La banda hizo un pequeño tour por Reino Unido en enero y febrero de 2012 Four Year Strong and This Time Next Year. Formaron parte del Vans Warped Tour 2012 en 2 escenarios diferentes. La banda fue all Glamour Kills Tour con The Wonder Years, Polar Bear Club, Transit, The story so Far, y Into It Over It desde marzo hasta abril de 2012. La banda grabó un video para su single "Pirouette" en abril.
Para promover el tour, un álbum de recopilación estuvo liberado aquello presentó las bandas que cubren un de las otras bandas' canciones. Una Pérdida para Palabras' la contribución era una cubierta de La Historia pista Tan Lejana "Quicksand". La banda fue en las Parrillas de Hielo Visitan 2012 en Japón en April y mayo con Cleave y Después de que Esta noche. Una versión acústica de "América Necesita un Nuevo Sweetheart" estuvo liberado exclusivamente en el verano de Ningún Sueño 2012 dechado, liberación en junio 16. Encima junio 19, el acústico EP, Regresando a Webster Lago, estuvo liberado, y las canciones estuvieron hechas disponibles para streaming el mismo día. El EP consta de acústico renditions de tres #Ninguno canciones de Santuario, uno Los Niños no Pueden Perder canción y tres cubiertas. Un vídeo para "Llover las excusas" estuvo liberada en junio 28.

### Before It CavesyCrises(2013–presente)
La banda formó parte del Vans Warped Tour en su versión acústica de febrero de 2013. "Distance", una canción del nuevo álbum del grupo salió para su escucha en línea en agosto de 2013, junto con "Conquest of Mistakes", con la colaboración de Dan "Soupy" Campbell de The Wonder Years. Su cuarto disco, Before It Caves, salió en octubre, y llegó al puesto 43 en la lista Heatseekers Albums. Poco después se fueron a otro tour junto con Veara, City Lights, PVRIS y Moms, durante marzo y abril.
La banda teloneó a The Wonder Years en el The Greatest Generation World Tour que recorrió todo Reino Unido. También tocaron en el Slam Dunk festival El 28 de mayo en Leeds. En 2014, ya habiendo acabado las giras en las que se habían embarcado, anunciaron su separación al año siguiente.

Lanzaron un álbum recopilatorio poco antes de su separación Crises, en dicirmbre de 2016. También se lanzó una colección llamada Odds & Ends, a finales de 2017, formada por trece canciones que habían salido anteriormente, algunas demos de canciones y otras maquetas que aún no habían visto la luz. 

## Estilo Musical
El estilo musical de A Loss for Words ha sido descrito como pop punk.

## Discografía
Discos de estudio y EPs
- Coming Soon to a Theater Near You (2004)
- These Past 5 Years (EP) (2005)
- RVR Series Volume II (2007)
- Webster Lake (EP) (2008)
- The Kids Can't Lose (2009)
- Motown Classics (2010)
- No Sanctuary (2011)
- Such Gold/A Loss for Words Split EP (2011)
- Returning to Webster Lake (EP) (2012)
- Before It Caves (2013)
- Crises (2016)

Compilation albums
- Odds & Ends (2017)

Other
- 2007: "Water Runs Dry" (versión de Boyz II Men)
- 2008: "Face or Kneecaps"